# 1223년

## 연호
- 남송(南宋) 가정(嘉定) 16년
- 금(金) 원광(元光) 2년
- 일본(日本) 조오(貞応) 2년
- 서하(西夏) 광정(光定) 14년 / 건정(乾定) 원년
- 리 왕조(李朝) 끼엔자(建嘉) 13년

## 기년
- 남송(南宋) 영종(寧宗) 29년
- 금(金) 선종(宣宗) 11년
- 고려(高麗) 고종(高宗) 10년
- 몽골 칭기즈 칸 18년
- 서하(西夏) 신종(神宗) 13년 / 헌종(獻宗) 원년
- 리 왕조(李朝) 혜종(惠宗) 13년

## 사건
- 음력 5월 22일, 왜구가 김해 지방에 침입했다. (왜구에 관한 최초의 기록)

## 탄생
- 바이바르스 - 맘루크 왕조의 제3대 술탄.
- 미카일 8세 - 비잔티움 제국의 팔라이올로구스 황조의 첫 황제.
- 고려(高麗)의 추존(追尊) 영종(英宗)

## 사망
- 7월 14일 - 프랑스의 필리프 2세